# Виланова (Форли-Чезена)
Виланова је насеље у Италији у округу Форли-Чезена, региону Емилија-Ромања.
Према процени из 2011. у насељу је живело 777 становника. Насеље се налази на надморској висини од 24 м.